# Erwine Esk
Erwine Bernhardine Esk (* 8. April 1905 in Weener; † 11. August 1996 in Osnabrück) war eine deutsche Malerin.

## Leben
Erwine Esk war das zweite von drei Kindern des Kgl. Seminarlehrers Johannes Esk (* 8. Mai 1872 in Bunderhee, Rheiderland, † 3. Juli 1971 in Osnabrück) und seiner Ehefrau Jännie Friederike Östtine Esk geb. Bening (* 18. Januar 1872 in Weener, † 26. Oktober 1940 in Osnabrück). Die Eheschließung der Eltern erfolgte am 5. April 1902 in Weener. Sie hatte eine ältere Schwester Eldine Everwine Johanne Esk verh. Hild (* 16. März 1903 in Weener; † 9. Dezember 1983 in Osnabrück) und einen jüngeren Bruder Hans-Edgar Esk (* 1911, † vor 1972).
Nach Abschluss der Schule begann Erwine Esk ihre künstlerische Ausbildung in ihrer Heimatstadt Osnabrück bei dem Expressionisten Wilhelm Renfordt. Weitere Stationen ihres Studiums waren in Kassel bei Curt Witte, Wilhelm Michel und Spirow sowie in Berlin. 1930 trat sie in den Schuldienst ein; nach Stationen als Lehrerin und Hochschuldozentin u. a. in Merseburg, Essen, an der PH Kettwig und Bad Godesberg unterrichtete sie von 1956 bis 1974 am Bavink-Gymnasium Bielefeld (seit 1996: Gymnasium am Waldhof). 1974 zog sie nach Osnabrück.
Die 2017 aufgelassene Grabstätte befand sich in Osnabrück, Heger Friedhof, Abteilung III, B 139.

### Ausstellungen
- 1933: Osnabrück, Kunsthandlung Wunsch[3]
- 1965: Münster, Ausstellung einzelner Werke bei Sammelausstellungen[4]
- 1992: Osnabrück, Stadthalle (heute: Osnabrück-Halle)
- 1997 (28. Februar – 2. März): Bilderverkauf aus dem Nachlass[5]
- 1997 (15. März – 12. Mai): Galerie Clasing, Osnabrück

### Werke
Im Nachlass befanden sich rund 200 Gemälde und mehrere hundert Aquarelle und Zeichnungen. Davon wurden mehr als 35 Gemälde bei einem gemeinnützigen Nachlassverkauf an private Interessenten aus Osnabrück, Münster, private Käufer aus Bielefeld und dem Ruhrgebiet verkauft. Der Rest wurde an die Galerie Clasing und Langer (Osnabrück) gegeben.

#### Handpuppen, Marionetten, Masken
In dem Nachlass befanden sich ein Handpuppenensemble (14 Figuren, teils aus Holz, teils aus Pappmaché), eine Marionettengruppe (10 Marionetten) und 11 Masken. Es handelt sich dabei um die einzigen figürlichen Arbeiten Erwine Esks. Entsprechend der testamentarischen Verfügung, dass diese Werke als „Kunst zum Begreifen und Spielen“ in Kinderhände kommen sollten, wurde das Konvolut im Juni 1998 der Realschule in Weener übergeben.
Laut Auskunft der VG Bild-Kunst vom 13. März 2023 liegen die Rechte nicht bei dieser Verwertungsgesellschaft und müssen (Stand: April 2023) als ungeklärt gelten.